# Konstanty Adam Czartoryski

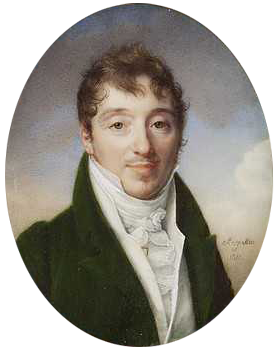
Konstanty Adam Czartoryski

Konstanty Adam Czartoryski, född 28 oktober 1774, död 23 april 1860, var en polsk furste och militär. Han var son till Adam Kazimierz Czartoryski, bror till Adam Jerzy Czartoryski, samt far till Konstantyn Marya Adam Czartoryski och Jerzy Czartoryski.
Efter att ha varit rysk gardesofficer 1795-1799 inträdde Czartoryski i polska hären 1809 och deltog i Napoleon I:s ryska fälttåg 1812. Han blev därefter Alexander I:s generaladjutant 1816-1818.